# Csaba Hegedűs

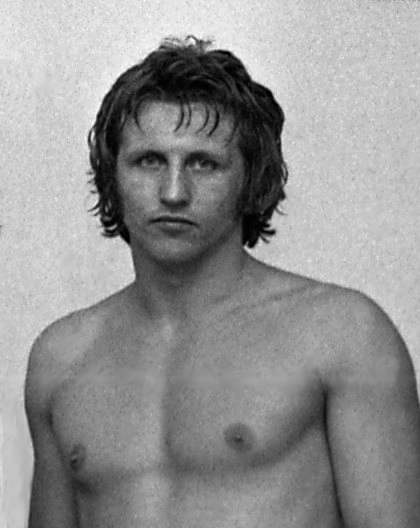
Csaba Hegedűs (1974)

Csaba Hegedűs [ˈtʃɒbɒ ˈhɛɡɛdyːʃ] (* 6. September 1948 in Sárvár) ist ein ehemaliger ungarischer Ringer.

## Werdegang
Csaba Hegedűs begann 1956 mit dem Ringen. Er stammt aus einem sportlichen Elternhaus und betrieb zunächst neben dem Ringen auch Leichtathletik, Fechten und Basketball. 1967 wurde er erstmals ungarischer Juniorenmeister im Freistilringen und wechselte zum Sportclub Vasas Budapest. Trainiert wurde er unter anderem von József Füzessy und Ferdinand Müller.
Bei internationalen Wettkämpfen erschien Csaba Hegedűs erstmals bei den Weltmeisterschaften 1971 in Sofia auf der Ringermatte. Er hatte sich inzwischen auf den griechisch-römischen Stil umgestellt. In Sofia gewann er auf Anhieb in souveränem Stil den Weltmeistertitel im Mittelgewicht. Er verbuchte dabei acht vorzeitige Siege in Anwesenheit der vollzählig versammelten Weltelite, einschließlich des Titelverteidigers Anatoli Nasarenko aus der Sowjetunion. Hegedűs überraschte seine Gegner mit ausgefeilter Technik, Explosivität und hervorragender Ausdauer. Er wurde auch zum besten Ringer der gesamten Weltmeisterschaft gewählt.
In überzeugendem Stil wurde Csaba Hegedűs 1972 in München auch Olympiasieger, wenngleich sich einige seiner Gegner besser auf ihn eingestellt hatten, so dass bei seinen fünf Siegen, die zum Olympiasieg notwendig waren, immerhin vier Gegner nur nach Punkten gegen Hegedűs unterlagen. Auf seinen härtesten Gegner Anatoli Nasarenko, den er sicher nach Punkten schlug, traf er gleich in der 1. Runde.
Im Frühjahr 1973 hatte Hegedűs einen schweren Verkehrsunfall, den er mit schweren Verletzungen überlebte. Die Genesung dauerte fast zwei Jahre, und er konnte erst 1975 wieder an Wettkämpfen teilnehmen. Allerdings verlor er bei den Weltmeisterschaften 1975 in Minsk gegen Anatoli Nasarenko und auch gegen Adam Ostrowski aus Polen und belegte nur den 4. Platz.
In das Olympiajahr 1976 startete er vielversprechend, denn er wurde in Leningrad trotz einer knappen Punktniederlage gegen Iwan Kolew aus Bulgarien Europameister. Bei den Olympischen Spielen in Montreal erlebte Hegedűs jedoch eine Enttäuschung. Geschwächt vom „Gewichtmachen“ für das Mittelgewicht verlor er seine beiden Kämpfe gegen Dan Chandler aus den USA und gegen Miroslav Janota aus der Tschechoslowakei nach Punkten und schied schon nach der 2. Runde aus.
1977 wechselte Hegedűs deshalb in das Halbschwergewicht und hatte bei den Europameisterschaften in Bursa in dieser Gewichtsklasse einen hervorragenden Start. Er gewann dort souverän den Europameistertitel. Bei den Weltmeisterschaften des gleichen Jahres in Göteborg unterlag er gegen Stojan Nikolow aus Bulgarien und Frank Andersson aus Schweden, die er bei den Europameisterschaften im Frühjahr noch besiegt hatte, und schied ohne Medaille aus.
Nach dieser Weltmeisterschaft trat Csaba Hegedűs vom aktiven Ringkampfsport zurück. Er schloss ein Jurastudium ab und promovierte zum Dr. jur. Ab 1979 war er Cheftrainer der ungarischen Nationalmannschaft der Ringer im griechisch-römischen Stil. Die 10 Jahre, in denen er dieses Amt ausübte, waren wahrscheinlich die erfolgreichsten in der Geschichte des ungarischen Ringerverbandes. Namen wie Ferenc Kocsis, Norbert Növényi, Lajos Rácz, István Tóth und István Kovács zeugen davon.
1989 wurde Hegedűs Vizepräsident und kurze Zeit später Präsident des ungarischen Ringerverbandes. Im internationalen Ringerverband (FILA) ist er seit vielen Jahren Bureau-Mitglied. Lange Jahre war er auch Mitglied des Ungarischen Olympischen Komitees.
Für seine Verdienste um den Ringersport wurde er im September 2005 in die FILA International Wrestling Hall of Fame aufgenommen.

## Internationale Erfolge
(OS = Olympische Spiele, WM = Weltmeisterschaft, EM = Europameisterschaft, GR = griechisch-römischer Stil, Mi = Mittelgewicht, Hs = Halbschwergewicht, damals bis 82 kg bzw. 90 kg Körpergewicht)
- 1971, 1. Platz, WM in Sofia, GR, Mi, mit Siegen über Mohammadhosain Dschamal, Iran, Adam Ostrowski, Polen, Kenjirō Hiraki, Japan, Marcel Vlad, Rumänien, Jay Robinson, USA, Ali Yağmur, Türkei, Kiril Dimitrow, Bulgarien und Anatoli Nasarenko, Sowjetunion;
- 1972, Goldmedaille, OS in München, GR, Mi, mit Siegen über Anatoli Nasarenko, Ostrowski, Jan Kärström, Schweden, Dimitrow und Milan Nenadić, Jugoslawien;
- 1975, 4. Platz, WM in Minsk, mit Siegen über Leif Andersson, Schweden, Keijo Manni, Finnland und Miroslav Janota, Tschechoslowakei und Niederlagen gegen Anatoli Nasarenko und Ostrowski;
- 1976, 1. Platz, EM in Leningrad, GR, Mi, mit Siegen über Jimmy Martinetti, Schweiz, Wladimir Tscheboksarow, Sowjetunion, Apostolos Messiakaris, Griechenland und Ion Enache, Rumänien und einer Niederlage gegen Iwan Kolew, Bulgarien;
- 1976, 12. Platz, OS in Montreal, GR, Mi, nach Niederlagen gegen Dan Chandler, USA und Miroslav Janota;
- 1977, 1. Platz, EM in Bursa, GR, Hs, mit Siegen über Petre Dicu, Rumänien, Stojan Nikolow, Bulgarien, Frank Andersson, Schweden, Herbert Götze, DDR und Arapad Minosjan, Sowjetunion;
- 1977, 4. Platz, WM in Göteborg, GR, Hs, mit Siegen über Georgios Pozidis, Griechenland, Götze und Pedro Pawlidis, BR Deutschland und Niederlagen gegen Nikolow und Frank Andersson

## Ungarische Meisterschaften
Csaba Hegedűs wurde ungarischer Meister im griechisch-römischen Stil im Mittelgewicht in den Jahren 1971, 1972 und 1976 und im Halbschwergewicht im Jahr 1978; im freien Stil wurde er im Jahr 1971 ungarischer Meister im Mittelgewicht.